# Донегол Селтик
«Донегол Селтик» (англ. Donegal Celtic FSC) — североирландский футбольный клуб из Белфаста.
Сформирован в 1970 году в Ленадооне, районе на западе Белфаста местными любителями футбола. Из-за отсутствия финансирования несколько лет существовал как дворовая команда, участвуя в неофициальных матчах и летних любительских соревнованиях. Доказав спортивную состоятельность, клуб вступил в Футбольную лигу Северной Ирландии, выбрав название в честь графства Донегол и футбольниых клубов «Селтик» и «Белфаст Селтик».

## Достижения
- Чемпионат дублёров
  - Победитель: 1925/26
- Межрегиональная лига
  - Победитель (8): 1989/90, 1990/91, 1992/93, 1993/94, 1994/95, 1998/99, 1999/00; 2001/02
- Межрегиональный кубок
  - Обладатель (2): 2005/06, 2009/10
- Кубок межрегиональной лиги
  - Победитель (7): 1988/89, 1989/90, 1991/92, 1997/98, 1998/99, 1999/00, 2001/02
- Межрегиональный кубок вызова
  - Победитель (6): 1988/89, 1989/90, 1992/93, 1994/95, 1998/99, 2001/02
- Кубок Сима Мелони
  - Обладатель: 2005/06
- Кубок Steel & Sons
  - Обладатель: 2003/04